# Zenon Trzciński

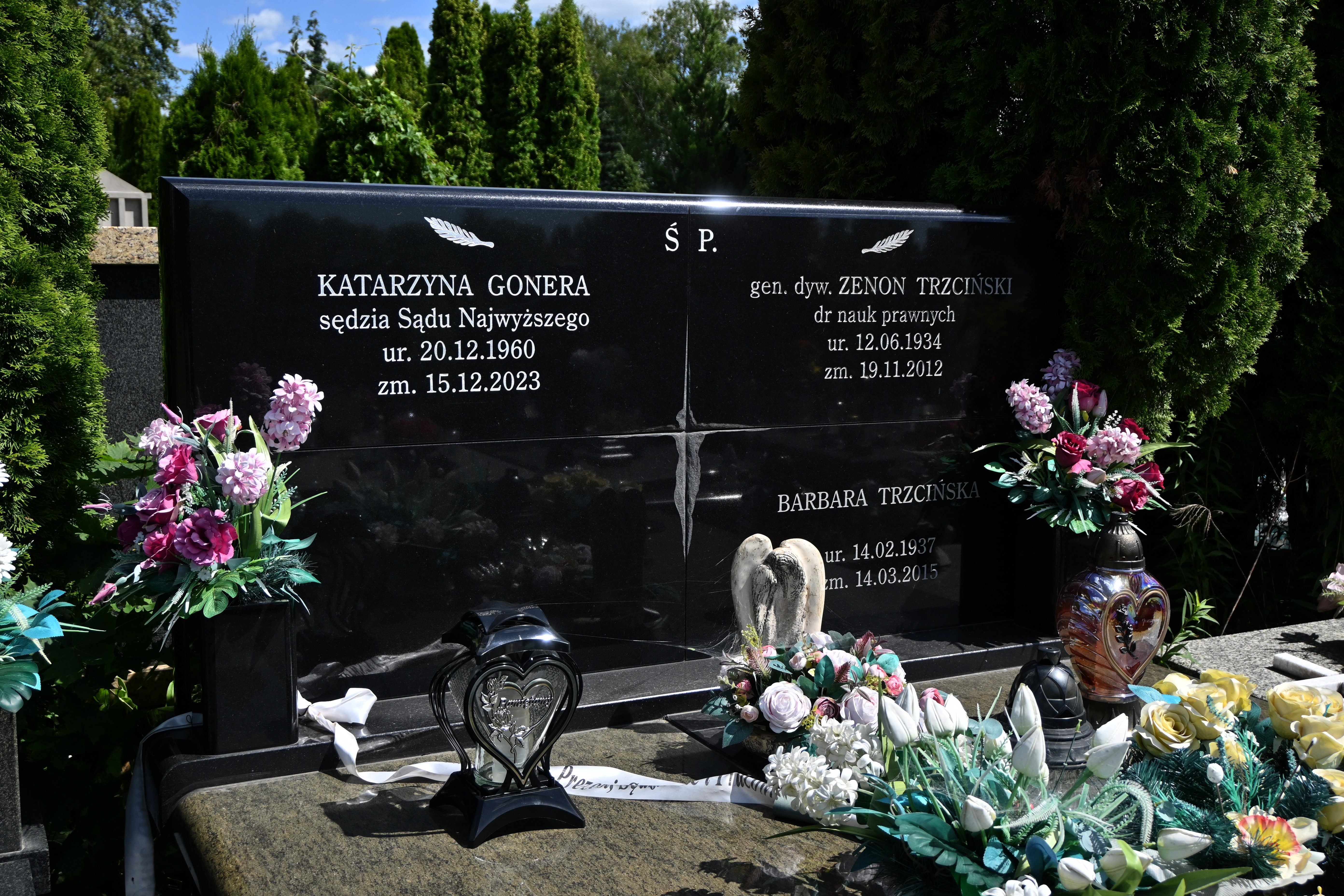
Grób Zenona Trzcińskiego w Pyrach

Zenon Trzciński (ur. 12 czerwca 1934 w Poznaniu, zm. 19 listopada 2012 w Warszawie) – generał dywizji Milicji Obywatelskiej, ostatni komendant główny Milicji Obywatelskiej, doktor nauk prawnych.

## Życiorys
Syn Bernarda i Janiny. Ukończył Liceum Pedagogiczne (1953) oraz był zatrudniony w charakterze nauczyciela (1953-1954). Odbył zasadniczą służbę wojskową (1954-1956). Studiował na Wydziale Prawa i Administracji Uniwersytetu im. Adama Mickiewicza w Poznaniu (1956-1961), pod koniec których, w 1960, wstąpił do milicji. W latach 1960–1966 był funkcjonariuszem Komendy Miejskiej MO w Poznaniu, jednocześnie studiując na zaocznym studium w Szkole Oficerskiej MO w Szczytnie (1962-1964). Od 1966 pracował w Komendzie Wojewódzkiej w Poznaniu, początkowo jako starszy inspektor w Wydziale do Walki z Przestępstwami Gospodarczymi oraz Wydziale Dochodzeniowym, a następnie jako zastępca naczelnika (1967-1970) oraz naczelnik (1970-1972) Wydziału Ogólnego. W latach 1972–1975 pełnił funkcję komendanta Wyższej Szkoły Oficerskiej w Szczytnie. Obronił pracę doktorską na Wydziale Prawa i Administracji UMK w Toruniu (1974). Od 1975 był komendantem wojewódzkim MO w Lublinie, a w latach 1976-1980 komendantem Akademii Spraw Wewnętrznych. W latach 1980–1981 stał na czele Komendy Wojewódzkiej MO w Szczecinie. Od 1981 był zastępcą komendanta głównego, a w latach 1987-1990 komendantem głównym MO.  W październiku 1984 na mocy uchwały Rady Państwa PRL awansowany do stopnia generała brygady Milicji Obywatelskiej. Akt nominacyjny wręczył mu w Belwederze 10 października 1984 przewodniczący Rady Państwa PRL prof. Henryk Jabłoński. W październiku 1989 na mocy postanowienia Prezydenta PRL awansowany do stopnia generała dywizji MO, nominację wręczył mu w Belwederze prezydent PRL gen. armii Wojciech Jaruzelski. W 1990 przeszedł na emeryturę.

## Odznaczenia
- Złota odznaka Zrzeszenia Prawników Polskich (1979)[1]